# Турвеландия
Турвеландия (порт. Turvelândia) — муниципалитет в Бразилии, входит в штат Гояс. Составная часть мезорегиона Юг штата Гойас. Входит в экономико-статистический микрорегион Вали-ду-Риу-дус-Бойс. Население составляет 4327 человек на 2006 год. Занимает площадь 934,260 км². Плотность населения — 4,6 чел./км².

## Статистика
- Валовой внутренний продукт на 2003 год составляет 112 925 298,00 реалов (данные: Бразильский институт географии и статистики).
- Валовой внутренний продукт на душу населения на 2003 год составляет 28 523,69 реала (данные: Бразильский институт географии и статистики).
- Индекс развития человеческого потенциала на 2000 год составляет 0,685 (данные: Программа развития ООН).